# Dun Scurrival

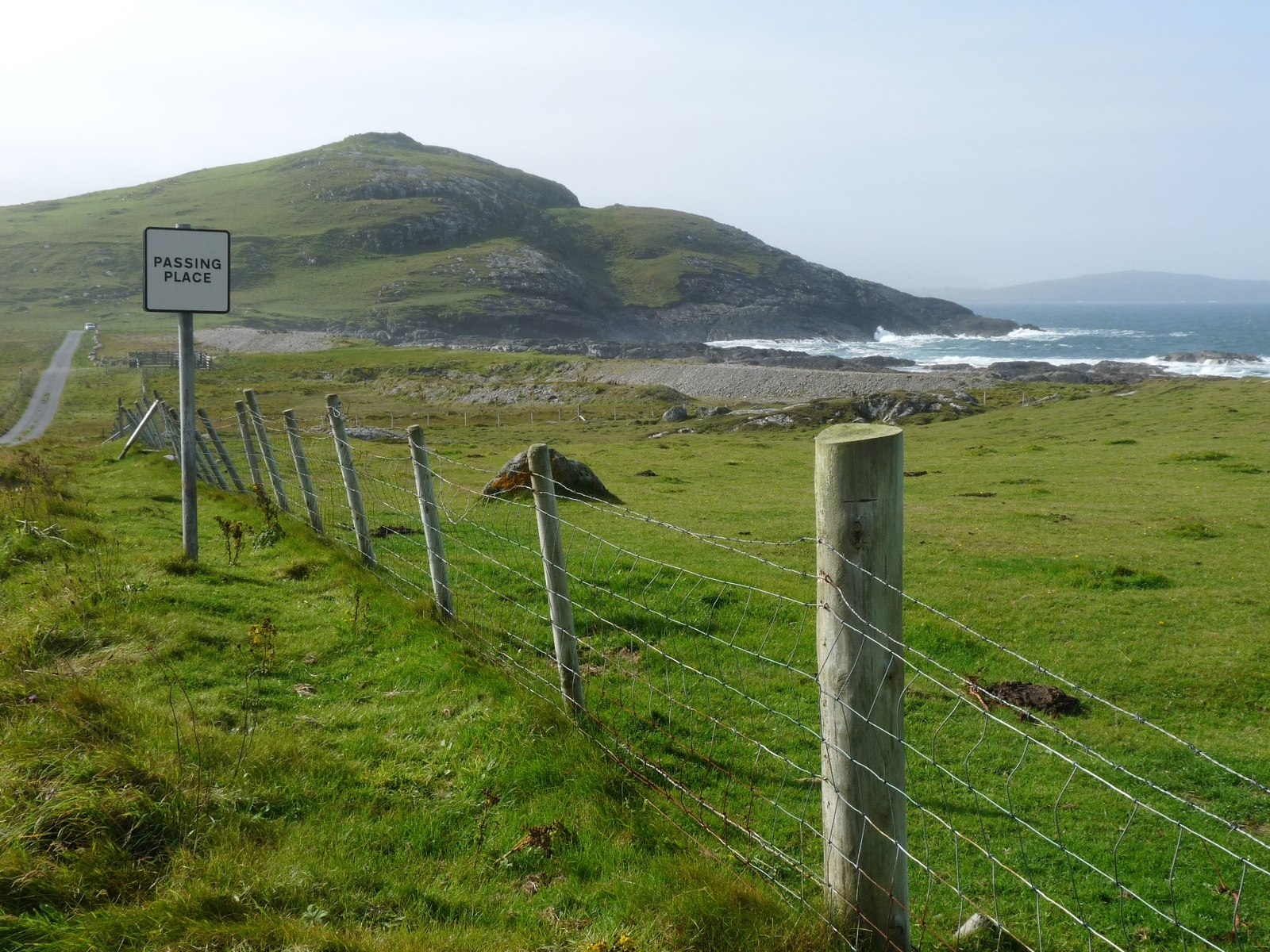
Dun Scurrival am Gipfel des Hügels

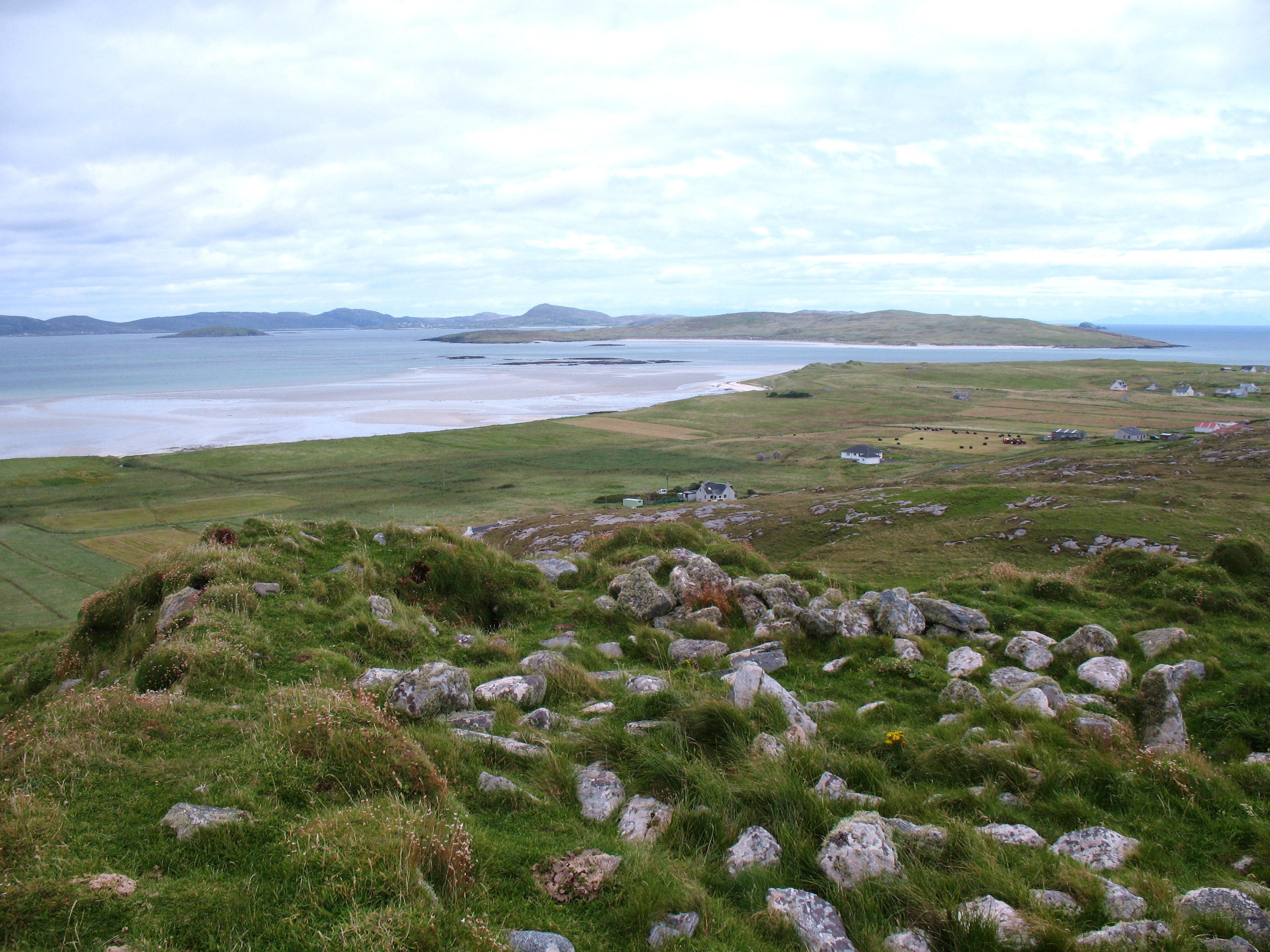
Überreste des Brochs

Dun Scurrival (auch Dun Sgurabhal) – im Westen der Halbinsel Eoligarry und im Norden der Insel Barra, die zu den Äußeren Hebriden in Schottland gehört – ist ein ovaler Broch mit einer Innenfläche von etwa dreizehn mal acht Metern. 
Die Wandstruktur ist durch die Massen an gefallenem Mauerwerk um das Bauwerk und innerhalb der Mauern nur im Nordwesten und Westen partiell sichtbar. Sie besteht aus einer zweieinhalb bis dreieinhalb Meter breiten Außenwand, einer unregelmäßigen, einen halben bis einen Meter breiten Galerie und einer etwa einen Meter breiten Innenwand. Es gibt Hinweise auf einen Zugang am östlichen Ende.
Im östlichen Innenbereich wurde irgendwann ein Graben ausgehoben, es wurden Reste einer dreilagigen Mauer freigelegt, die zu einem baulichen Merkmal innerhalb des „Innenhofes“ gehörte. Von der Stätte existieren eine Sammlung von Feuersteinen, eine Knochennadel, eine Knochenspule und etwa siebzig Scherben.